# أيون نيكولاي (ياش)
 أيون نيكولاي هي قرية تقع في إقليم ياش في رومانيا.